# Cónclave de 1655
El cónclave papal de 1655 se convocó tras la muerte del papa Inocencio X y culminó con la elección del cardenal Fabio Chigi como Alejandro VII. 
El cónclave llegó rápidamente a un punto muerto, con Giulio Cesare Sacchetti recibiendo 33 votos en todo el cónclave, pero sin conseguir los suficientes para su propia elección. Tras varios meses de deliberación y negociación, Chigi fue elegido papa cuando el cardenal Mazarino, líder del gobierno francés, consintió en su elección a petición de Sacchetti.
El cónclave papal de 1655 fue un acontecimiento notable en la historia de la Iglesia Católica, que reflejó las complejidades políticas de la época y resultó en un cambio de liderazgo.

## Contexto
Inocencio X nombró cardenal a Camilo Francesco Maria Pamphili, su único sobrino. Camilo renunciaría posteriormente a su condición de cardenal para casarse. En su lugar, la cuñada de Inocencio, Olimpia Maidalchini, asumió todas las funciones que normalmente habrían sido propias de un cardenal sobrino. 
Durante el papado de Inocencio, la Paz de Westfalia puso fin a la Guerra de los Treinta Años, el acontecimiento secular más significativo de su reinado. Inocencio no aprobó el tratado porque sus representantes no habían participado en las negociaciones y no se le había consultado ni solicitado que aprobara el reconocimiento de la religión protestante en Alemania. Instó a los líderes católicos seculares a renunciar a la paz, pero no lo hicieron. A cambio, Inocencio se abstuvo de nombrar cardenales fuera de Italia durante su reinado. Solo creó seis cardenales no italianos durante su pontificado, y cinco de ellos fueron cardenales de la Corona, elegidos por los monarcas católicos. Aparte de estos, el resto de sus 40 nombramientos provenían de Italia.

## Cónclave
El Colegio Cardenalicio en el momento de la muerte de Inocencio X tenía 69 miembros, y en el cónclave papal que siguió participaron 66 electores. Treinta y dos de los cardenales habían sido creados por Urbano VIII o Inocencio X. Como Olimpia Maidalchini no era cardenal, no se le permitió participar en el cónclave, a pesar de ser la única mujer a la que se le permitió dar un discurso a los cardenales.
Esto dejó a las creaciones de Inocencio sin un líder natural durante el proceso. Había dieciocho cardenales leales a España en el cónclave, y aunque los franceses tenían menos lealtad, el sobrino de Urbano VIII, Francesco Barberini, era miembro de su facción. La lealtad de Barberini a Francia se debía al matrimonio de una de sus sobrinas con el hermano de Rinaldo d'Este, el cardenal que lideraba la facción francesa. Barberini tenía la capacidad de traer hasta 20 cardenales adicionales para apoyar a un candidato que él favorecía.
Giulio Cesare Sacchetti, considerado el más probable para convertirse en papa en 1644, volvió a ser el candidato más fuerte, pero algunos cardenales no votaron por él porque había sido vetado por los españoles en el cónclave anterior. Sacchetti también era el candidato favorito del cardenal Mazarino, líder del gobierno francés en aquel momento. Durante el escrutinio inicial, Sacchetti recibió 33 votos, una cifra que recibió de forma constante durante todo el cónclave. Los primeros escrutinios también fueron únicos porque hubo un gran número de electores que no escribieron a nadie, llegando a un máximo de 27 votos el 22 de enero. Estos votos procedían principalmente de electores creados por Inocencio X que no querían votar por un cardenal creado por Urbano VIII. Once de los votos a favor de ningún candidato vinieron del Squadrone Volante, un grupo de cardenales que estaban dispuestos a apoyar a un candidato de cualquier facción que pensaran que sería beneficiosa para el cargo de papa.
El estancamiento se prolongó durante febrero, y los miembros más jóvenes del Colegio Cardenalicio comenzaron a gastar bromas a los miembros mayores para entretenerse. Esto supuestamente provocó que un cardenal mayor muriera de neumonía después de que un cardenal más joven lo hiciera caer y quedara tendido en el suelo frío al asustarlo disfrazado de fantasma. También hubo otras enfermedades entre los cardenales que llevaron a varios de ellos a abandonar el cónclave.

## Elección de Alejandro VII
A mediados de febrero, Sacchetti, reconociendo que su candidatura estaba perdida, contactó con Mazarino y solicitó a los cardenales franceses que apoyaran a Fabio Chigi. Inicialmente, se especuló con Chigi como candidato a papa antes de la muerte de Inocencio X. Relatos contemporáneos indicaban que se le consideraba el más adecuado para el cargo si no se tenían en cuenta las consideraciones humanas del elector. El cardenal Mazarino de Francia fue convencido por el Squadrone para apoyar a Chigi, a pesar de que no le gustaba.  El odio de Mazarino hacia Chigi se remontaba a su exilio en Colonia durante la Fronda, mientras Chigi ejercía como nuncio papal en esa ciudad.
En abril de 1655, Mazarino respondió a Sacchetti acordando permitir que los electores leales a Francia votaran por Chigi en caso de que su propia elección resultara imposible. Sacchetti entonces solicitó a sus partidarios que otorgaran su apoyo a Chigi. En el primer escrutinio, el 7 de abril de 1655, se emitieron veinte votos por escrito a favor de Chigi, antes de que los demás electores lo proclamaran papa tras un cónclave de ochenta días. Tras su elección, Chigi adoptó el nombre de Alejandro VII.